# كارول لوميس
كارول لوميس (بالإنجليزية: Carol Loomis)‏ هي صحفية أمريكية، ولدت في 25 يونيو 1929.